# Reichsgau Oberdonau
O Reichsgau Alto Danúbio (alemão: Reichsgau Oberdonau) foi uma divisão administrativa da Alemanha Nazista, criada após o Anschluss (anexação da Áustria) em 1938 e dissolvida em 1945. Consistia no que hoje é a Alta Áustria, partes da Boêmia do Sul e uma pequena parte de Salzkammergut que foi anexada da Estíria.

## História
O sistema nazista Gau (plural Gaue) foi originalmente estabelecido em uma conferência do partido em 22 de maio de 1926, a fim de melhorar a administração da estrutura partidária. A partir de 1933, após a tomada do poder pelos nazistas, o Gaue substituiu cada vez mais os estados alemães como subdivisões administrativas na Alemanha. Em 12 de março de 1938, a Alemanha nazista anexou a Áustria e em 24 de maio as províncias austríacas foram reorganizadas e substituídas por sete partidos nazistas Gaue. De acordo com a lei Ostmarkgesetz de 14 de abril de 1939, com efeitos a partir de 1º de maio, os Gaue austríacos foram elevados ao status de Reichsgaue e seus Gauleiters também foram posteriormente chamados de Reichsstatthalters.
À frente de cada Gau estava um Gauleiter, posição que se tornou cada vez mais poderosa, especialmente após a eclosão da Segunda Guerra Mundial. Os Gauleiters locais foram responsáveis pela propaganda e vigilância e, a partir de setembro de 1944, pelo Volkssturm e pela defesa do Gau.
A posição de Gauleiter no Alto Danúbio foi ocupada por August Eigruber durante a existência do Reichsgau.  
O campo de concentração de Mauthausen-Gusen estava localizado no Reichsgau Oberdonau. Dos 199.404 prisioneiros enviados para o campo, 119.000 morreram nas duras condições do campo devido ao excesso de trabalho, desnutrição e exaustão.  Após a guerra, Eigruber foi levado a julgamento pelos militares dos EUA pelo seu papel nas atrocidades em Mauthausen. Ele foi condenado à morte e executado em 1947.